# Synagoge (Tarnogród)

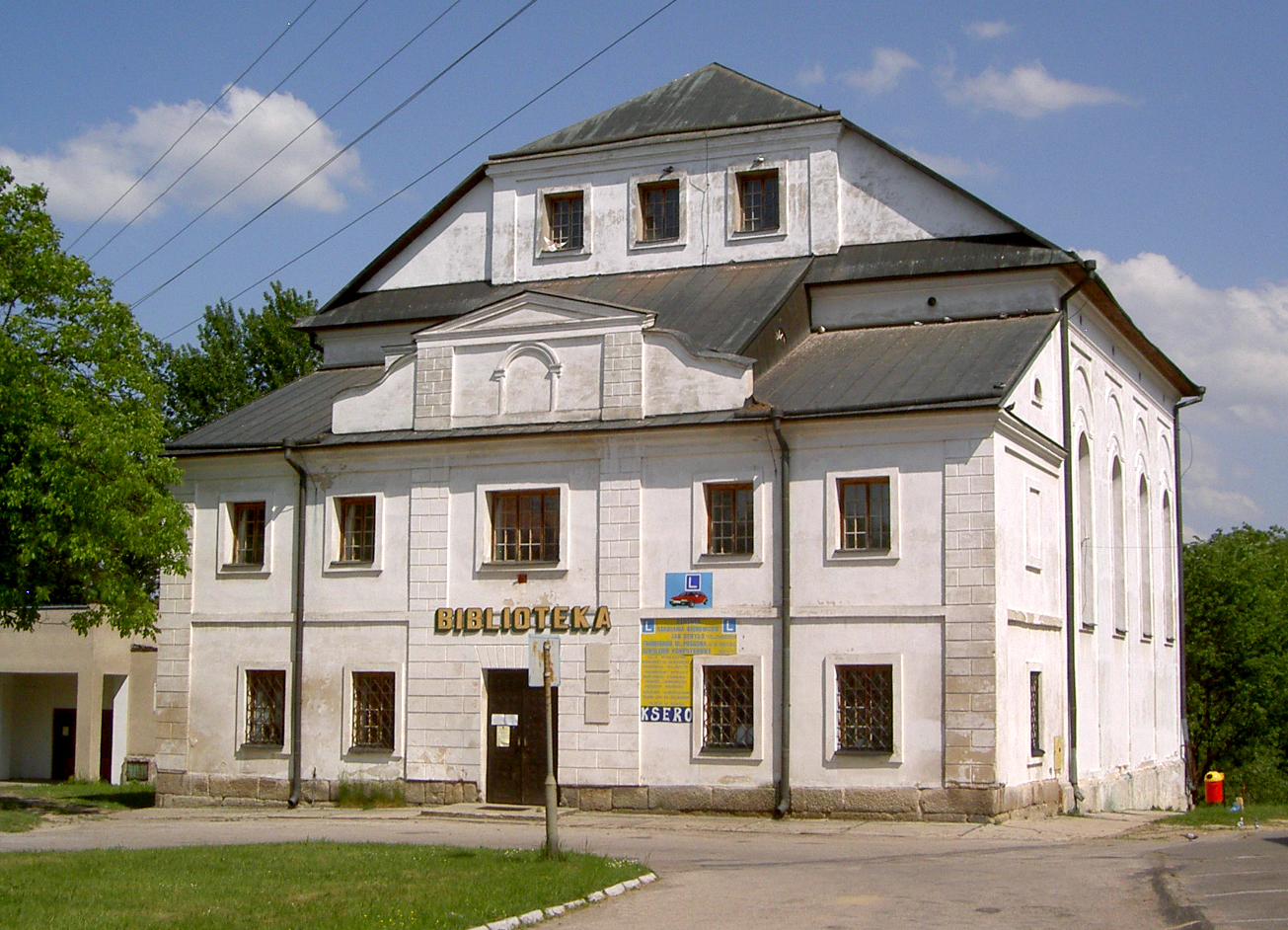
Synagoge (2007)

Die Synagoge in  Tarnogród, einer Stadt in der polnischen Woiwodschaft Lublin, wurde Ende des 17. Jahrhunderts gebaut. Sie beherbergt heute eine Bibliothek.

## Geschichte
Eine erste hölzerne Synagoge wurde vermutlich bereits 1580 errichtet. Eine spätere Synagoge, ebenfalls aus Holz, stammte von circa 1628; sie wurde beim Chmelnyzkyj-Aufstand durch Feuer beschädigt. Endgültig brannte sie 1683 ab. In 1686 bekamen die Juden des Ortes die Erlaubnis zum Bau einer neuen Synagoge; dieses Jahr wird allgemein auch als das Baujahr der (steinernen) Synagoge angenommen.
Ein Gebetsraum für die Frauen wurde später entlang der Nordwand angebaut. Dieser ist heute nicht mehr vorhanden. Im 19. Jahrhundert wurde im Westen ein großer, zweistöckiger Vorbau errichtet; dieser besteht aus dem Vestibül und darüber einer Empore für die Frauen. Sie war zur Haupthalle hin offen. Auch bekam das Gebäude damals ein neues Dach; die ursprüngliche Dachform ist nicht bekannt.
Im Zweiten Weltkrieg wurde die Synagoge von den deutschen Besatzern verwüstet und als Stall genutzt. Nach dem Krieg war das Gebäude Lager der örtlichen Lebensmittelkooperative. Infolge weiteren Verfalls stürzte es im Mai 1949 ein und wurde danach vom Zentralkomitee der Juden in Polen notdürftig wiederaufgebaut.
Von 1985 bis 1990 wurden umfangreiche Renovierungen durchgeführt und das Gebäude ist jetzt Kulturzentrum und Bibliothek.

## Architektur
Das Hauptgebäude ist nahezu quadratisch. Innen stützen vier Pfeiler das Deckengewölbe. Zwischen  diesen stand die heute nicht mehr vorhandene Bima. Diese Form ähnelt im Stil den circa 60 Jahre früher entstandenen Neun-Felder-Synagogen in Ostroh und Lemberg (Große Maharscha-Synagoge und Große Vorstadt-Synagoge). Allerdings wird in der  Tarnogróder Synagoge der Raum nicht in neun gleich große Felder aufgeteilt; vielmehr stehen die Säulen weiter auseinander. Der Abstand zwischen ihnen entspricht dem Doppelten des Abstands von den Säulen zu den Wänden. Dadurch hat man in der Mitte ein großes Quadrat, an den Ecken vier kleine und entlang den Wänden vier Rechtecke.
Je vier hohe Rundbogenfenster sind an den drei vorhandenen Außenwänden so angeordnet, dass sie zur durch die Säulen vorgegebenen Raumaufteilung korrespondieren.
Bei den Renovierungen ab 1985 wurden zusätzlich zur Frauenempore entlang der Süd- und Nordwand weitere Emporen eingebaut. Diese reichen bis zu den Pfeilern.
Vom Toraschrein an der Ostwand sind nur noch Teile erhalten.